# Raclopride
Le raclopride est un composé synthétique qui agit comme antagoniste des récepteurs dopaminergiques D2.
Il peut être marqué en utilisant l'isotope carbone 11 qui est détecté en tomographie par émission de positon pour évaluer le degré de fixation de dopamine sur les récepteurs dopamineriques D2.
Par exemple, chez l'homme, la dopamine endogène est libérée dans le striatum durant une tâche dirigée vers un but comme un jeu vidéo.
Une autre étude a montré une diminution de la fixation de la dopamine sur les récepteurs D2 dans certains troubles de personnalité.
Cet isotope est aussi souvent utilisé pour déterminer l'efficacité et la neurotoxicité des substances dopaminergiques [réf. nécessaire].